# Eurolines

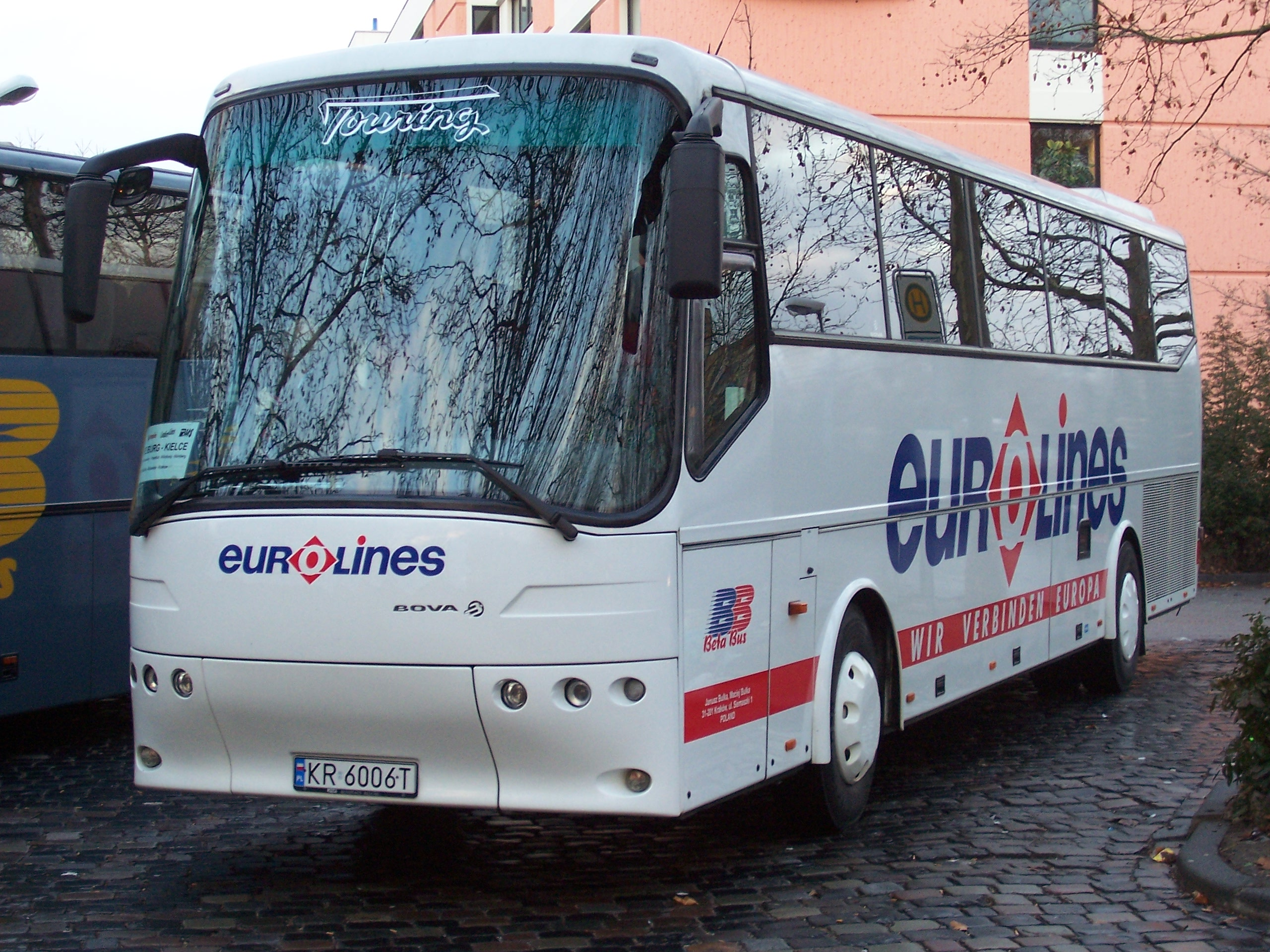

Eurolines är ett företag som kör expressbussar i stora delar av Europa.
Eurolines har även gjort sig kända för sitt koncept med "bussluffning", man köper ett busskort som gäller i 15, 30 eller 60 dagar och kan med det åka Europa runt så mycket man hinner med.
En stor del av deras verksamhet har efter 2020 tagits över av Flixbus.

## Tidigare destinationer, i urval
- Amsterdam
- Madrid
- London
- Paris
- Rom
- Stockholm